# David Rencoret
David Rencoret es un primer actor mexicano nacido en Chile. 

## Actividad en Chile
Inicia sus estudios de actuación y su actividad profesional en su país natal. En 1966 trabaja para Canal 13 de TV, de la Universidad Católica de Chile, bajo la dirección de Herval Rossano, asimismo trabaja en teatro en diversas compañías, Lucho Córdova y Olvido Leguía, entre otras, luego se une al grupo argentino, "Trashumantes", realizando giras por todo el país hasta septiembre de 1973, en 1974 viaja a México como escala para seguir a Europa, sin embargo, se enamora del país y decide quedarse, más tarde comienza a trabajar en cine, teatro y televisión.

## Actividad en México
En 1975/76 inicia su actividad en cine con: "Chin chin el teporocho" de Gabriel Retes, "Cuartelazo", de Alberto Isaac, "Chicano", de Jaime Casillas. Más adelante viene, "Los iracundos" y "El reventón", ambas en 1977. No tardó en debutar en el mundo de la televisión dentro de la empresa Televisa. En 1982 actuó en la telenovela, "Chispita", pronto le seguirían, "Bianca Vidal", "Monte Calvario", "Rosa salvaje", "Mi segunda madre", "Atrapada", "Caminos cruzados", "Alguna vez tendremos alas", "Desencuentro". Al llegar 1999, David se integra a la televisora TV Azteca, en la cual participa en la telenovela, "El candidato". Para el año 2003 reaparece en las telenovelas en la producción "Ladrón de corazones", de la cadena Telemundo. En 2008, David vuelve a las filas de la televisora Televisa, participando en, "Fuego en la sangre", "Dos hogares", "Ni contigo ni sin ti", "La mujer del vendaval" y otras. Posteriormente trabaja en, "Paramédicos", producción de Lemon Film y Canal 11 de TV. "Monarca", producida por Netflix, Ventana Rosa y Lemon Films. "La casa de las flores", producida por Netflix. "La Bandida", producida por Sony Pictures Television y Teleset. "El Galán", producida por Star Original Productions y Estudios TeleMéxico. En cine participa a últimas fechas en, "Los dos hemisferios de Lucca", producción de WOO Films y, "Tiempo Extra", producción de Karla Luna Cantú.
En teatro ha trabajado en más de 30 obras, entre las que destacan, "Sacco y Vanzetti", de Nino Roli y Luciano Vincenzoni. "El Hombre de la Mancha", de Dale Wasserman, "La sustituta", de Rodolfo Rodríguez, "Revoltijos de una muerta" de Margarita Urueta, "Rebambaramba" de Miguel Ángel Tenorio, "Al filo de la navaja", "El reto" y por 7 años consecutivos con el monólogo, "Pacto de sangre", de Mario Benedetti.
Ha incursionado en la literatura, siendo autor de tres novelas, "La tía Irma..., con aroma de jazmín", "Coyote" y, últimamente, "Diferidos"
Autor de la serie, "EL Shaka" para Liberman Broadcasting (Estrella Media)
Maestro de actuación, productor, director. Experto en Lenguaje no verbal, Corrector de Estilo, (Corrector de Textos)

## Currículo

### Teatro
- "Pacto de sangre", de Mario Benedetti (2015/16/17/18/19/20/21/22/23/24)
- "La pasión de Jesucristo" (2004)
- "La sustituta", de Rodolfo Rodríguez (1991)
- "El Hombre de la Mancha", de Dale Wasserman (1986)
- "Al filo de la navaja" (1986)
- "Sacco y Vanzetti", de Nino Roli y Luciano Vincenzoni (1985)
- "Revoltijos de una muerta", de Margarita Urueta (1982)
- "Rebambaramba", de Miguel Ángel Tenorio (1981)
- "El reto" (1980)
- “América-América”, Grupo Trashumante (1973) (Chile)
- “El secreto de Pluma”, Grupo Trashumante (1973) (Chile)
- “Un grito de silencio” (1972) (Chile)
- “No me atropelle, soy de la UNCTAD” (1971) (Chile)
- “Pantaloncitos calientes” (1969) (Chile)
- “Simplemente marido” (1968) (Chile)
- “Postales Latinoamericanas” (1966) (Chile)

Otras 15 o 20 más

### Telenovelas
- "Los ricos también lloran" Televisa (2021)
- "La mujer del Vendaval" Televisa (2013)
- "Dos hogares" Televisa (2011)
- "Ni contigo ni sin ti" Televisa (2011)
- "Sinfonía de amor" Liberman Broadcasting (2009)
- "Hermanos y detectives" Televisa (2009)
- "Hasta que el dinero nos separe" Televisa (2009)
- "Mañana es para siempre" Televisa (2008-2009) Lozoya
- "Cuidado con el Ángel" Televisa (2008)
- "Fuego en la sangre" Televisa (2008) Dr. Gómez
- "Lola, érase una vez" Televisa (2007)
- "Muchachitas como tú" Televisa (2007) Doctor Jacobo
- "Mundo de fieras" Televisa (2007)
- "Duelo de pasiones" Televisa (2006)
- "Ladrón de corazones" Argos-Telemundo (2003) Armando Santoscoy
- "Amor, querer con alevosía" TV Azteca (2002)
- "El candidato" TV Azteca (1999-2000) Álvaro Canillas
- "El diario de Daniela" Televisa (1999)
- "Desencuentro" Televisa (1997-1998) Roberto Calderón
- "Alguna vez tendremos alas" Televisa (1997) Hermenegildo Arredón
- "Huracán" Televisa (1997)
- "Déjame quererte" Televisa (1997)
- "La antorcha encendida" Televisa (1996)
- "Caminos cruzados" Televisa (1995) Rafael Morales Díaz
- "Atrapada" Televisa (1991-1992) Dr. Orozco
- "Días sin luna" Televisa (1990) Rodolfo
- "Mi segunda madre" Televisa (1989) Manuel Astuariz
- "Rosa salvaje" Televisa (1987-1988) Felipe Arévalo
- "Lista negra" Televisa (1987)
- "El precio de la fama" Televisa (1986)
- "Herencia maldita" Televisa (1986)
- "Monte Calvario" Televisa (1986) Felipe
- "La gloria y el infierno" Televisa (1985)
- "El maleficio" Televisa (1985)
- "Sí, mi amor" Televisa (1984)
- "Aprendiendo a vivir" Televisa (1984)
- "Guadalupe" Televisa (1984)
- "La traición" Televisa (1984)
- "En busca del paraíso" Televisa (1983)
- "Bianca Vidal" Televisa (1982)
- "Chispita" Televisa (1982)
- "Cuando los hijos se van" Televisa (1981)
- "No todo lo que brilla es oro" Televisa (1978)

### Programas Unitarios
- "Como dice el dicho" Televisa (2012)
- "Hermanos y detectives Televisa (2009)
- "Lo que callamos las mujeres" 10 de mayo TV Azteca (2001)
- "Mujer, casos de la vida real" Televisa (De 1985 a 2003)
- "México en la obra de Octavio Paz" Televisa (1994)
- "Al derecho y al Derbez" Televisa (1994)
- "Hora marcada" Televisa (1990)
- "La telaraña" Televisa (1990)
- "Tres generaciones" Televisa (1990)
- "XEA, Radio Aventura" (1990)
- "Y ahora... ¿qué?" Televisa (1982)
- "Espacio libre" Canal 13 Imevisión (1997)
- "Esta noche a las once" Canal 13 Imevisión (1977)
- "Nuestro Siglo" RTC (1976)
- "México Insólito" Canal 11 TV (1975)
- "Nuestro Pueblo" Canal 11 TV (1975)
- "Telenovela histórica" Canal 13 TV (1967) (Chile)
- "El litre" Canal 13 TV (1967) (Chile)
- "El Halcón" Canal 13 TV (1966/67) (Chile)
- "Antología del Cuento" (1967/68)

### Series de televisión
- "Socorro" producida por Teleméxico y Paramount (2022)
- "El Galán", producida por Disney y Estudios TeleMéxico (2022)
- "Monarca", producida por Netflix, Ventana Rosa y Lemon Films (2018/19/20)
- "La casa de las flores", producida por Netflix (2017/18)
- "La Bandida", producida por Sony Pictures Television y Teleset (2017)
- "Paramédicos" Lemon Film - Canal 11 TV (2012)
- "Tiempo final" "La Testigo" Mediamates
- "Los simuladores" Televisa

### Cine
- "Tiempo Extra" (2024)
- "Los dos hemisferios de Lucca" (2023/24)
- "El Buscador" (2018/19)
- "Story of an uncommon day. (2013)
- "Sabandijas" (2012)
- "Hasta la muerte" (2009)
- "Sucedió..." (2008)
- "Intervención" (2008)
- "Siempre nos quedará París" (2007)
- "Los esquimales y el cometa" (2005)
- "Dígitos" (2005)
- "La radio de Beethoven" (2003)
- "Solo ensueños" (2000)
- "Yuri, mi verdadera historia" (1999)
- "Cabaret Arcángel" (1998)
- "Espíritus" (1998)
- "La sombra" (1995)
- "Ya la hicimos" (1994)
- "Recuerdos en sombra" (1994)
- "Chido one, el tacos de oro" (1986)
- "La mujer y el adolescente" (1983)
- "Plan de vuelo" (1980)
- "El reventón" (1977)
- "Chicano" (1977)
- "Cuartelazo" (1977)
- "Chin chin el teporocho" (1975/76)
- "El poder del odio" (1975)
- "Los fugitivos" (1975)
- "Los iracundos" (1975)

- Datos: Q4393245